# Elvira Out
Elvira Out (Cardiff, 23 juni 1968) is een Nederlandse actrice.
Out is de dochter van een Nederlandse vader en een Britse moeder. In haar jeugd zong ze bij onder meer Kinderen voor Kinderen. Na het Montessori Lyceum in Amsterdam te hebben afgerond, meldde Out zich aan bij de Toneelschool, waar ze in 1992 haar diploma haalde. Daarna studeerde ze aan de London Academy of Music and Dramatic Art.
Out maakte in 1992 haar film- en acteerdebuut als Carolien in de televisiefilm Survival. Sindsdien verscheen ze zowel in films als televisieseries. In verschillende daarvan speelde ze terugkerende personages. Daarnaast had Out eenmalige rollen in onder meer 12 steden, 13 ongelukken (als 'Marianne' in de aflevering 'Spaans voor beginners' uit 1994, als 'Gaby van Ooyen' in de aflevering 'Een verstoorde droom' uit 1995 en als 'Marjan' in de aflevering 'Gemeenschap van goederen' uit 1996), Verkeerd verbonden (als 'Annelies' in de aflevering 'Het Verjaardagsfeest' uit 2000), Flikken Maastricht (als Nettie Geesink in de aflevering 'Eeuwige trouw' uit 2009) en Kinderen geen bezwaar (als 'Wendy' in de aflevering 'Oppas tegen wil en dank' uit 2010). Tussen 2013 en 2015 was ze te zien als Bianca Bouwhuis in de Nederlandse soapserie: Goede tijden, slechte tijden.